# 도쿄 소라마치

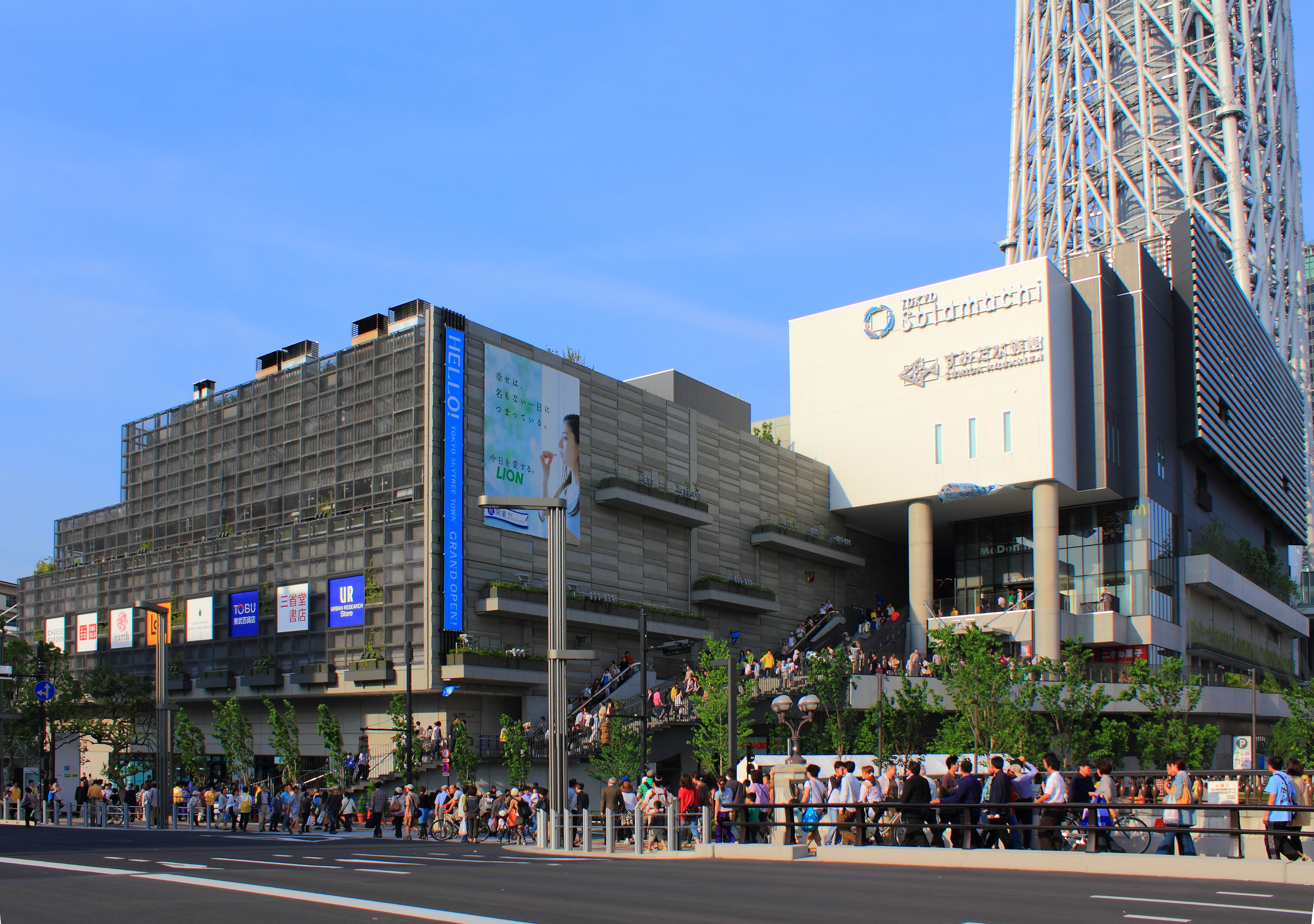

도쿄 소라마치(일본어: 東京ソラマチ)는 도부 철도 주식회사의 자회사인 도부 타운 소라마치 주식회사가 운영하는 상업 시설이다. 2012년 5월 22일에 도쿄 스카이트리와 함께 개장하였다.